# Krasznoszelszkaja metróállomás
A Krasznoszelszkaja (oroszul: Красносе́льская)  egy állomás a moszkvai metró Szokolnyicseszkaja vonalán, annak Komszomolszkaja és Szokolnyiki állomása közt. Moszkva Krasznoszelszkij kerületében, a Keleti okrugban, a Krasznoprudnaja utca és a Krasznoszelszkaja utca találkozása közelében található.

## Története
A vonal ezen szakasza a Krasznoprudnaja utca alatt, kéregvágás módszerrel épült meg. Az 1933-ban elkezdett munkálatokkal időben készen lettek, így a Krasznoszelszkaja is megnyitott 1935. május 15.-én. [forrás?]

## Díszítés
A peron keskenyebb, mint a vonal többi állomásán, mivel egy kutatás szerint a környéknek kicsi a forgalma, így nem használják sokan a metrót. Az állomáson mindössze tíz oszlop található, a peron közepén. A falak és az oszlopok is vörös és sárga krími márvánnyal vannak borítva. Az állomást tervező építészek: B. Vilenszkij és V. Jersov. 

## Bejáratok
Eredetileg két lejáratot terveztek, azonban végül csak egy épült. A 2005-ös felújítás során a lépcsősort is az állomáson látható vörös és sárga márvánnyal borították be. [forrás?]

## Fordítás
Ez a szócikk részben vagy egészben  a   Krasnoselskaya című angol Wikipédia-szócikk fordításán alapul.  Az eredeti cikk szerkesztőit annak laptörténete sorolja fel. Ez a jelzés csupán a megfogalmazás eredetét és a szerzői jogokat jelzi, nem szolgál a cikkben szereplő információk forrásmegjelöléseként.